# Conny van Bentum
Cornelia van Bentum, detta Conny (Barneveld, 12 agosto 1965), è un'ex nuotatrice olandese.
Specializzata nello stile libero ha vinto tre medaglie olimpiche e numerose mondiali ed europee (anche se nessuna d'oro), soprattutto nelle staffette di stile libero.

## Palmarès
- Olimpiadi

Mosca 1980: bronzo nella staffetta 4x100 m sl.
Los Angeles 1984: argento nella staffetta 4x100 m sl.
Seul 1988: argento nella staffetta 4x100 m sl.
- Mondiali

1982 - Guayaquil: bronzo nella staffetta 4x100 m sl.
1986 - Madrid: bronzo nei 100 m sl e nelle staffette 4x100 m sl, 4x200 m sl e 4x100 m misti.
- Europei

1981 - Spalato: bronzo nei 100 m e 200 m sl e nella staffetta 4x100 m sl.
1983 - Roma: argento nelle staffette 4x100 m sl e 4x100 m misti, bronzo nei 100 m e 200 m sl e nella staffetta 4x200 m sl.
1985 - Sofia: argento nella staffetta 4x200 m sl, bronzo nei 100 m sl e nella staffetta 4x100 m sl.